# 억지이론
억지이론(抑止理論, Deterrence theory)은 냉전 당시 핵무기에 대응하는 전술로서 세계적인 인지도를 얻은 이론이다. 억지이론이 주목을 얻은 것은 상대적으로 핵전력이 열세인 경우에 관한 것으로 핵전력 보유가 상대적으로 더 강한 적국의 예기치 않은 공격 때에 열세인 국가가 자국을 보호할 수 있음을 말한다.
이 이론에서 억지(력)란 시작되지는 않았으나 적국이 위협이 될 수 있는 조치를 취하지 않도록 강압 외교(Coercive diplomacy)의 방식을 의도적으로 취하는 것 혹은 제3국이 원하는 다른 어떤 상황이 발생되지 않도록 하는 전략을 일컫는다. 버나드 브로디는 핵 억지력이 특정 상황에 대해 항상 예비돼야 하지만 절대 사용해서는 안 될 것이라 적었다.
토머스 셸링은 1966년 억지력에 대한 고전적인 저서에서 승전의 관점에서 전쟁 이론이 더 이상 특정 관념으로 정의될 수 없다고 밝혔으며 대신 강압력, 억지력을 통하여 전력이 동등해질 수 있다고 주장했다. 그는 특정 국가가 타국을 타격할 능력이 있다는 것 자체가 다른 국가들이 위험을 촉발할 상황을 피하게 하거나 다른 국가들이 이런 행위를 모방하도록 촉진한다고 보았다. 억지력이 있거나 다른 국가의 전쟁을 예비하기 위해서는 관련된 폭력 사태가 반드시 예상 가능한 범주에 있어야 하며 따라서, 전력의 사용이 예상된 상황에서 타격 혹은 소요사태를 억제하는 힘의 기초가 된다고 보았다. 예비전력이 준비되어 있는 상태에서 가장 효과력이 크다.
2007년 1월 월스트리트저널에 실린 기사에서 냉전 정책입안자로 명성을 날린 미국의 외교관 헨리 키신저, 미 국방장관 출신의 윌리엄 페리 등은 핵무기가 세계 안보에 도움이 되기 보다는 절대적 위협을 가하는 요소라고 주장했다. 이와 관련하여 2010년 유럽 전역의 의원들은 세계 핵확산 방지에 적극적 노력이 이뤄져야 한다며 각국의 관심을 촉구한 바 있다. 이 성명은 "현재 상황상 냉전 시대보다도 핵 무기 확보 전쟁 혹은 핵 테러 등에 대한 잠재력이 있는만큼 핵 억지력은 설득력이 떨어지는 전력대응 방식이라 주장했다.

## 확장억지
억지는 직접억지(direct deterrence)와 확장억지(extended deterrence)가 있다. 한국은 미국의 확장억지를 보통 핵우산이라고 부른다. 확장억제라고 많이 쓴다.
2016년 10월 19일, 워싱턴에서 윤병세 외교장관과 존 케리 미국 국무장관이 만나서, 외교·국방 장관 2+2 회담을 갖고 미국의 대한국 확장억제 제공에 한국 측의 목소리를 현재보다 더 반영하는 확장억제 전략협의체(EDSCG)를 신설하기로 결정했다.
박근혜 정부, 오바마 행정부 시절인 지난 2016년 10월 공식 출범했다.
EDSCG(Extended Deterrence Strategy and Consultation Group)는 한미 외교·국방 당국이 이른바 '2+2' 형태로 한미 확장억제의 실효적 운용 방안을 논의하는 협의체다. 한미 확장억제전략협의체(EDSCG)는 2018년 1월 이후 중단되었다.
한미는 외교·국방부가 참여하는 확장억제전략협의체를 가동하다 도널드 트럼프 행정부 출범 이후 제대로 운영되지 못했다.
2022년 3월 15일, 크리스틴 워머스 미국 육군 장관은 미 허드슨연구소가 '인도태평양 지역의 미 육군'을 주제로 개최한 대담에서 "한ㆍ미 간에는 확장 억제 관련 소통의 장이 있고, 한국에 대한 미국의 확장 억제의 신뢰성을 담보하기 위한 플랫폼이 있다"고 강조했다. 최근 아베 신조(安倍晋三) 전 일본 총리가 미국 핵무기의 일본 배치 필요성을 거론하는 등 동맹을 향한 미국의 방위 공약 신뢰성에 의문이 제기된다는 취지의 질문에 답하면서다. 워머스 장관은 또 "한반도에 핵무기 반입을 검토하는 건 주저하게 된다"며 "이에 관련 문제를 논의하기 위한 한국, 일본과 협의체(forum)를 두고 있다"고 강조했다.

## 같이 보기
- 핵우산